# パウル・ヘルマン・ミュラー
パウル・ヘルマン・ミュラー（Paul Hermann Müller、1899年1月12日 - 1965年10月12日）はスイスの化学者。1948年にノーベル生理学・医学賞を受賞した。ノーベル賞受賞理由である節足動物に対するDDTの毒作用の発見で知られる。

## 生涯
スイス北部のゾロトゥルン州オルテンで生まれる。父親はスイス国鉄の管理職だった。1916年から製薬業の中心都市であるバーゼルの化学工業研究所で実験技師として勤務する。1918年、高等学校に入学、1919年に卒業後、1920年にはバーゼル大学に入学し、1925年、「不斉メタキシリジンと誘導体の化学的、電気化学的酸化の研究」により博士号を取得、卒業する。1925年からはガイギー社（現ノバルティス）の染料研究所において皮なめしに使う薬品の研究を始める。
1935年、衣服などの織物を蛾などの食害から防ぐ物質を探る。目標は接触毒として働く殺虫剤を合成することだった。1939年、目的通りに働くDDTを発見した。DDTは蛾だけでなく、多数の節足動物（昆虫）に有効であることが分かる。
おりしも第二次世界大戦が始まり、蚊が媒介するマラリア、シラミが媒介する発疹チフスの流行を抑えた。1948年、DDTの発見によりノーベル医学・生理学賞を受賞。
1962年、ギリシャのテッサロニキ大学から名誉博士号を授与される。理由は地中海沿岸の疫学的問題を解決したというものあった。ガイギー社の副社長も務めた。1965年、バーゼルで死去。

## DDT発見と効果

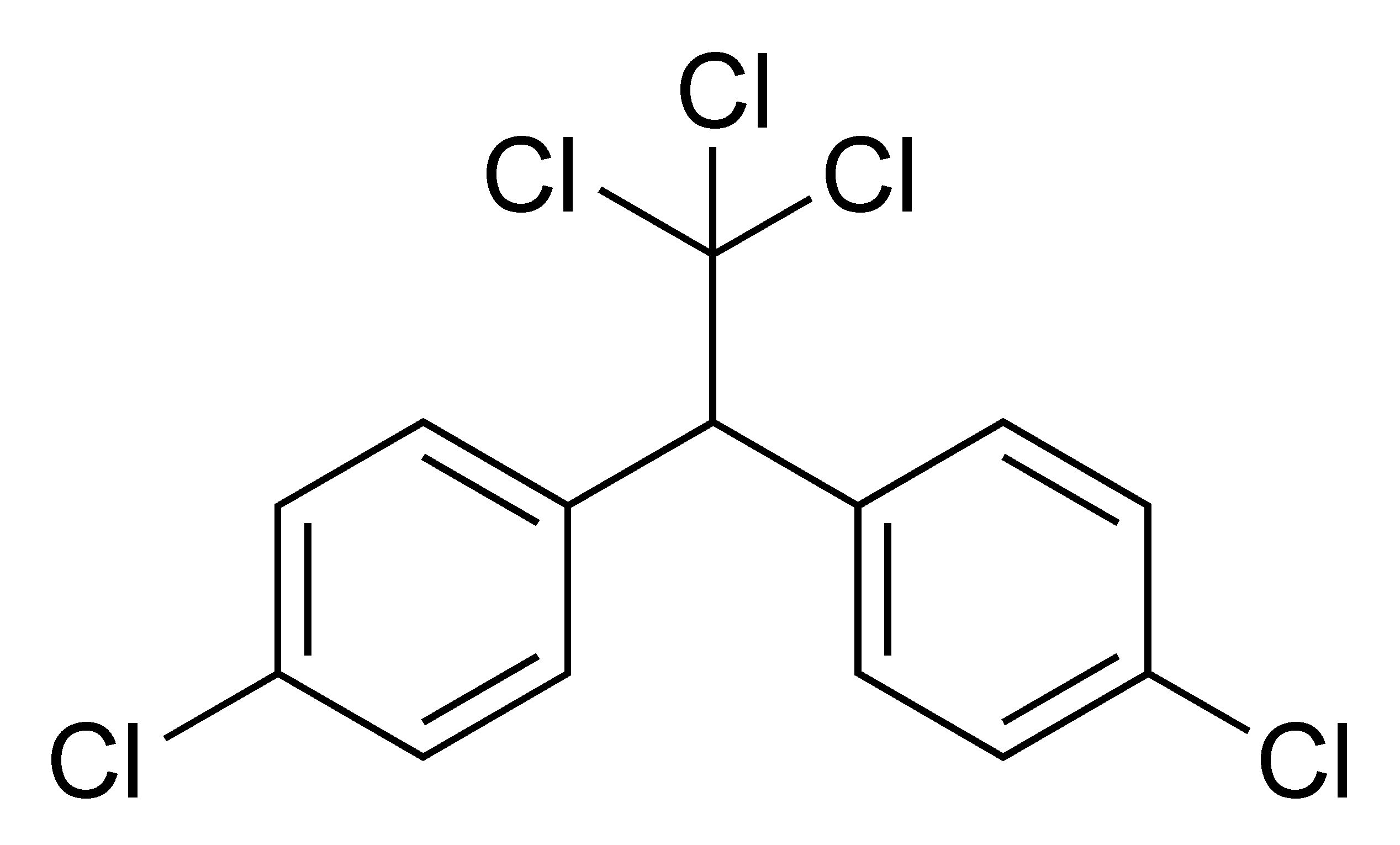
DDT の構造式

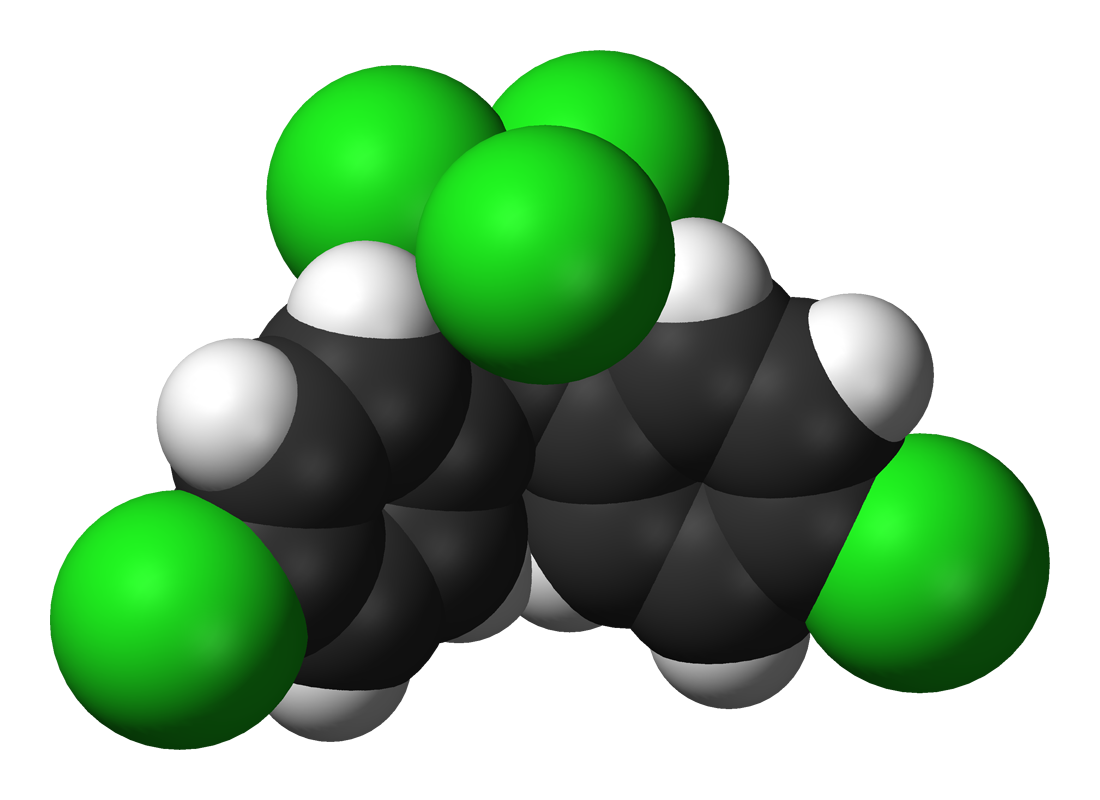
DDTの3次元モデル 緑色は塩素原子

ミュラーが殺虫剤の研究に至った理由は、最初に取り組んだ問題が、毛皮や毛糸の保護だったからだ。当時、イガによる毛糸の食害が問題となっており、殺虫剤の方法論を考案する。従来の殺虫剤はガによる経口摂取に頼っていたが、この方法では効率が悪い。そこで、接触性の殺虫剤の可能性を探った。昆虫の体表（付属肢）はキチン質で覆われており、水溶性の物質は浸透しない。そこで疎水性物質に着目した。
最初によい結果が得られたのは合成経路が単純なクロロベンゼンの誘導体である。有機塩素系化合物の可能性を探るうち、DDTを見出す。DDT自体は1874年にドイツで合成されていたが、強力な殺虫効果があることを見出したのはミュラーである。さらに、昆虫をはじめとする節足動物にのみ毒性を発揮し、ヒトや家畜、農作物に対して無害であることが魅力的だった。安定で無臭であり、散布にも適していた。
1942年にはゲザロールという名称で市販される。昆虫を介する伝染病に対する散布薬として利用された。DDTの効果がはっきりしたのが1943年の連合軍によるイタリア南部の中心都市ナポリの占領である。当時、イタリア戦線では発疹チフスが流行しており、これを抑えることができなければ、戦線の行方を左右しかねなかった。そこで、1944年1月、ナポリ市民全員にDDTを散布、シラミが全滅したことにより発疹チフスの流行は収束した。発疹チフスは毎年冬季になると流行していたが、薬物によって流行を抑えたのはこれが最初のことである。当時、イタリア中部をはさみナチス・ドイツと連合軍の戦闘が継続しているさなかであった。
第二次世界大戦後、DDTは農薬としても利用されるようになった。すぐに薬剤に耐性のある昆虫との戦いも始まった。しかし、DDTは安定で環境に残留し、脂溶性であるため食物連鎖によって生物濃縮されることが問題視され、各国で相次いで製造、使用が禁止される。日本においても1970年に使用禁止となった。ただし、DDTの禁止により伝染病、とくにマラリアを媒介するハマダラカに対する強力な武器を失い、マラリアの蔓延に十分に対抗できなくなってしまった。